# Fórmula empírica

Fórmula empírica (1), Fórmula Molecular (2) i diverses fórmules desenvolupades de la molècula de benzè; 3=Estructures de Kekulé (Isòmers de ressonància); 4=Estructura hexagonal Plana, mostrant la longitud i l'angle d'enllàç; 5=Enllaços Sigma entre orbitals híbrids sp²; 6=Orbitals atòmics p_{z}; 7=Orbital molecular pi deslocalitzat; 8=Anell benzènic (representació simplificada

La fórmula empírica o fórmula mínima, d'un compost químic en química, expressa la proporció més simple on estan presents els àtoms de cada element químic que formen un compost químic. Una fórmula empírica no fa referència a l'isomerisme, estructura o el nombre absolut d'àtoms. La fórmula empírica es fa servir com a estàndard per la majoria dels compostos iònics, com el clorur de calci (CaCl₂), i per les macromolècules, com el diòxid de silici (SiO₂). El terme empírica es refereix al procés d'anàlisi elemental, una tècnica d'anàlisi química que es fa servir per determinar la quantitat relativa de cadascun dels elements en un compost químic. És la representació més senzilla d'un compost químic. Pot coincidir o no amb la fórmula molecular
En contrast, la fórmula molecular identifica el nombre de cada tipus d'àtom dins la molècula, i la fórmula estructural també mostra l'estructura de la molècula.

## Exemples
Per exemple, la molècula d'aigua està formada per dos àtoms d'hidrogen i un d'oxigen, per la qual cosa la seva fórmula molecular és H₂O, coincidint amb la seva fórmula empírica.
Alguns compostos, com el clorur de sodi o sal comuna no tenen entitats moleculars, ja que estan compostos per xarxes d'ions i, per tant, només es pot parlar de la seva fórmula empírica. Així NaCl és la fórmula del clorur de sodi i indica que per a cada ió sodi existeix un ió clor.
El compost químic n-hexà té la fórmula estructural CH₃CH₂H₂
CH₂CH₂CH₃, la qual mostra que té 6 àtoms de carboni disposats en una cadena recta i 14 àtoms d'hidrogen La fórmula molecular de l'hexà és C₆H14, i la seva fórmula empírica és C₃H₇, mostrant una proporció C:H de 3:7. Diferent compostos poden tenir la mateixa fórmula empírica. Per exemple el formaldehid, àcid acètic i la glucosa tenen la mateixa fórmula empírica, CH₂O. Aquesta és realment la fórmula molecular pel formaldehid, però l'àcid acètic té el doble d'àtoms i la glucosa sis vegades més.

### Càlcul de la fórmula empírica
Per a trobar la fórmula empírica d'un compost químic, primer s'obtenen els mols de cada element, després es divideix cadascun pel de menor valor i finalment es troben els nombres enters més senzills possible.
- Exemple: Suposem que se li dona un compost tal com acetat de metil, un dissolvent usat comunament en pintures, tintes i adhesius. Quan l'acetat de metil es va analitzar en un test d'anàlisi elemental, es va trobar que el compost que conté 48,64% de carboni (C), 8,16% d'hidrogen (H), i 43,20% d'oxigen (O). Per als fins de la determinació de fórmules empíriques, suposem que tenim 100 g del compost. Si aquest és el cas, els percentatges serà igual a la massa de cada element en grams.

Pas 1Canviar cada percentatge a una expressió de la massa de cada element en grams. És a dir, 48,64% C es converteix en 48,64 g C, 8,16% H es converteix en 8,16 g H, i 43,20% de la O es converteix en 43,20 g O.
Pas 2Convertir la quantitat de cada element en grams al seu equivalent en mol.
{\displaystyle \left({\frac {48.64{\mbox{ g C}}}{1}}\right)\left({\frac {1{\mbox{ mol}}}{12.01{\mbox{ g C}}}}\right)=4.049\ {\text{mol}}}
{\displaystyle \left({\frac {8.16{\mbox{ g H}}}{1}}\right)\left({\frac {1{\mbox{ mol}}}{1.008{\mbox{ g H}}}}\right)=8.095\ {\text{mol}}}
{\displaystyle \left({\frac {43.20{\mbox{ g O}}}{1}}\right)\left({\frac {1{\mbox{ mol}}}{16.00{\mbox{ g O}}}}\right)=2.7\ {\text{mol}}}
Pas 3Dividir cadascun dels valors trobats pel més petit d'aquests valors (en aquest cas, 2,7)
{\displaystyle {\frac {4.049{\mbox{ mol}}}{2.7{\mbox{ mol}}}}=1.5}
{\displaystyle {\frac {8.095{\mbox{ mol}}}{2.7{\mbox{ mol}}}}=3}
{\displaystyle {\frac {2.7{\mbox{ mol}}}{2.7{\mbox{ mol}}}}=1}
Pas 4Si cal, es multipliquen aquests nombres per nombres enters per tal d'obtenir els nombres enters; Si es realitza una operació a un dels nombres, cal fer-ho a tots ells.
{\displaystyle 1.5\times 2=3}
{\displaystyle 3\times 2=6}
{\displaystyle 1\times 2=2}
Per tant, la fórmula empírica d'acetat de metil és C₃H₆O₂. Aquesta fórmula també és la fórmula molecular de l'acetat de metil.
Per calcular una fórmula empírica binaria es pot fer això:

#### Pas 1
S'escriuen els símbols del compost químic. Per exemple: per l'òxid càlcic:
{\displaystyle {\ce {Ca O}}}.

#### Pas 2
Es posa com a subíndex la valència de l'O a la del Ca, i la valència del Ca a la de l'O.
{\displaystyle {\ce {Ca2O2}}}

#### Pas 3
Si les valències són les mateixes, es simplifiquen al màxim. O sigui, es simplifica a 1:
{\displaystyle {\ce {Ca1O1}}}
El cas contrari seria que les valències no fossin iguals, llavors es deixarien tal qual:
{\displaystyle {\ce {S1H2}}}

#### Pas 4
Si a la fórmula empírica que ens resulta hi ha algun 1, es suprimeix:
{\displaystyle {\ce {Ca1O1 -> CaO}}}
Llavors, la fórmula empírica de l'òxid de calci és {\displaystyle {\ce {CaO}}}. A partir d'aquí es pot fer la fórmula desenvolupada de l'òxid de calci..